# Nodepus conicicollis
Nodepus conicicollis là một loài bọ cánh cứng trong họ Cleridae. Loài này được Gorham miêu tả khoa học năm 1892.